# 戴錫綸 (順治進士)
戴錫綸（？年—？年），字絲如，浙江省餘姚縣人，清朝政治人物。

## 生平
順治十一年甲午科舉人，順治十二年（1655年）乙未科進士，任羅定道，順治十五年任臨邑縣知縣，至康熙四年陞刑部主事，沽頭集工部分司。